# Ctenus longipes
Ctenus longipes este o specie de păianjeni din genul Ctenus, familia Ctenidae, descrisă de Keyserling, 1891. Conține o singură subspecie: C. l. vittatissimus.